# Азаренко, Емельян Климентьевич
Емельян Климентьевич Азаренко (бел. Емяльян Кліментавіч Азаранка; 17 (30) июля 1908 — 22 февраля 1988) — советский белорусский философ, доктор философских наук (1962), профессор (1962).

## Биография
Родился в деревне Узники Быховского уезда Могилёвской губернии (ныне агрогородок Красная Слобода Быховского района Могилёвской области). Окончил Могилёвский педагогический техникум в 1929 году, до 1932 года работал в детском доме Ветринского района. В 1938 году окончил астрономо-геодезическое отделение механико-математического факультета Ленинградского университета, в 1938—1939 годах — заместитель директора по учебной и научной работе Орловского педагогического института. В 1939—1941 годах — директор учительского института и педагогического техникума в Череповце, в 1941—1944 годах — заместитель директора Вологодского педагогического института. Участник Великой Отечественной войны.
В 1944—1949 годах на партийной работе — заведующий сектором науки и высших учебных заведений, консультант отдела пропаганды и агитации ЦК КПБ. Одновременно в 1946—1949 годах — старший преподаватель кафедры Белорусского института народного хозяйства. В 1948 году окончил факультет общественных наук заочной высшей партийной школы при ЦК ВКП(б), в 1948—1950 годах учился на курсах диссертантов Академии общественных наук при ЦК ВКП(б). В 1950 году защитил кандидатскую диссертацию по философии на тему «Борьба М. В. Ломоносова за материализм против идеализма в естествознании». В 1950—1954 годах — проректор по учебной работе, с 1951 года доцент кафедры исторического и диалектического материализма БГУ. В 1954—1956 годах — в докторантуре Института философии АН СССР, с 1956 года преподаватель БГУ. В 1957—1972 годах — на должности заведующего кафедрой исторического и диалектического материализма Минского медицинского института. В 1961 году защитил докторскую диссертацию «Мировоззрение М. В. Ломоносова». В 1972—1974 годах — профессор кафедры марксистско-ленинской философии медицинского института, в 1974—1975 — профессор-консультант.
Автор работ по проблемам диалектологического материализма, социалистической философии и культуры. Занимался изучением философских взглядов М. В. Ломоносова. Ряд своих работ посвятил мировоззрению политических деятелей. Подготовил 8 кандидатов наук. Автор более 60 научных работ, в том числе методических пособий. Среди опубликованных:
- Мировоззрение М. В. Ломоносова (1959);
- Открытие и обоснование М. В. Ломоносовым закона сохранения материи и движения (1958);
- М. В. Ламаносаў — вялiкi вучоны i мыслiцель (1961);
- О соотношении психического и физиологического (1963);
- Великий учёный и революционер (к 140-летию со дня рождения Ф. Энгельса) (1960).

Избирался депутатом Минского городского Совета народных депутатов и районных Советов. Отмечен орденом (1961), медалями, Почётными грамотами ВС БССР (1951) и Министерства сельского хозяйства БССР. Умер в Минске, похоронен на Северном кладбище.